# Mark Frost
Mark Frost (25 de noviembre de 1953) es un guionista estadounidense, de cine y televisión, director y productor ejecutivo. Su trabajo comienza a ser reconocido a mediados de los años 80 gracias a la serie de televisión Hill Street Blues. Otros trabajos importantes de televisión son Twin Peaks y On the air. Él además coescribió la película Storyville, Los 4 fantásticos y escribió Juego de honor (basada en su propia novela).

## Biografía
Mark Frost es hijo del actor Warren Frost, hermano del escritor Scott Frost y de la actriz Lindsay Frost. Mark estudió arte dramático, dirección y creación de guiones en Carnegie Mellon en Pittsburgh. Al salir de allí comenzó su carrera en televisión, cine y literatura. En 1975, Mark coescribió dos episodios de The six million dollar man, antes de regresar a su lugar de origen, Minneapolis, para escribir partes para Guthrie theatre. Entre 1982 y 1985, Mark coescribió bastantes episodios de Hill Street Blues y además dirigió uno.
Frost comenzó a colaborar con David Lynch en 1986. Ellos trabajaron en muchos proyectos sin producir como: Goddess, The lemurians y One saliva bubble.  En 1987, Frost fue el guinoista de The believers. En 1990 creó y fue productor ejecutivo de American chronicles.
En 1989, Lynch y Frost produjeron el episodio piloto de Twin Peaks. La serie comenzó a emitirse en el canal estadounidense ABC en 1990 con Mark Frost como cocreador y coproductor ejecutivo (con David Lynch). Mark escribió 10 episodios, dirigió y actuó sin créditos como presentador de telediario en el primer capítulo de la segunda temporada. Su hermano, Scott, escribió el "spinoff" en forma de libro The Autobiography of F.B.I. Special Agent Dale Cooper: My Life, My Tapes y su padre, Warren, tuvo un papel en la serie.
Más tarde en 1992 creó junto con David Lynch la sitcom On the air. Ese año, fue acreditado como coproductor ejecutivo en la precuela de David Lynch Twin Peaks: Fire walk with me, en el documental Hugh Hefner: Once upon a time y fue coguionista y director de Storyville. 
Frost publicó su primera novela The list of seven en 1993. The six messiahs fue su siguiente novela publicada en 1995. Más tarde su tercera novela, Before I wake, fue publicada bajo el seudónimo Eric Bowman, en 1997. The greatest game ever played (Juego de honor), su cuarto libro, fue publicado en 2002. En 1998, Frost creó, fue productor ejecutivo, escribió y dirigió una serie de drama y comedia llamada Buddy Faro. Frost participó en el guion de Los 4 Fantásticos y Silver Surfer, que fue estrenada en 2007. Su tercer libro de golf fue The match, publicado en 2007, describe un clásico y privado partido de golf jugado en Cypress point club en 1956.